# Trestonia turbula
Trestonia turbula là một loài bọ cánh cứng trong họ Cerambycidae.